# Laia Marull
Laia Marull, född 4 januari 1973 i Barcelona i Katalonien, är en spansk skådespelare.
Hon har vunnit tre Goyapriser, 2001 i kategorin bästa nya kvinnliga skådespelare för sin roll i Fugitivas (2001), 2004 i kategorin bästa kvinnliga huvudroll för sin roll i Ta mina ögon (2003) samt 2011 som bästa kvinnliga biroll för sin roll i Pa negre (2010).

## Filmografi i urval
- 2001 – Fugitivas
- 2003 – Ta mina ögon
- 2010 – Pa negre